# Свети Никола (Големо Илино)
Вижте пояснителната страница за други значения на Свети Никола.
„Свети Никола“ или „Свети Николай“ (на македонска литературна норма: „Свети Никола“, „Свети Николај“) е възрожденска православна манастирска църква в демирхисарското село Големо Илино, Северна Македония. Църквата е под управлението на Крушевско-Демирхисарската епархия на Македонската православна църква.
Църквата е гробищен храм, разположен на рид, непосредствено северно от селото. Църквата според надписа на южната стена е изградена в 1824 година и изписана в 1896 година от зограф Серафим.
В архитектурно отношение е еднокорабна сграда с полукръгъл свод и петстранна апсида на изток, на която в горната част е изработен фриз от слепи аркади. Покривът е на две води и е в по-голямата си част с керемиди, като част от западната страна и апсадата са покрити с каменни плочи. Зидарията е от ломен камък, като отворите, венецът и апсидата са от дялан камък. На северната и южната стена отвътре има пиластри, свързани с дъги в горния край. Фасадите са фугирани. На запад е дограден трем.